# Santo Domingo Suchitepéquez
Santo Domingo Suchitepéquez (Santo Domingo: en honor a su santo patrono Domingo de Guzmán; «Suchitepéquez»: del náhuatl, significa «en el cerro de las flores») es un municipio en el departamento de Suchitepéquez, en la República de Guatemala. Tiene una extensión territorial de 242 kilómetros cuadrados y una altura de 213 metros sobre el nivel del mar. De acuerdo al censo poblacional de 2018 la población es de 46,814 habitantes para ese mismo año. Es un poblado antiguo que puede considerarse como una importante zona agrícola y ganadera.
Luego de la Independencia de Centroamérica en 1821, el Estado de Guatemala se organizó formalmente el 11 de octubre de 1825, y en esa oportunidad Santo Domingo fue incluido en el Circuito de Mazatenango en el Distrito N.º11 (Suchitepéquez) para la administración de Justicia.  Posteriormente, en 1838 Santo Domingo fue parte de la región que formó Estado de Los Altos, que forzó a que el Estado de Guatemala se reorganizara en siete departamentos y dos distritos independientes el 12 de septiembre de 1839.  Este estado tuvo una existencia efímera, siendo reincorporado a Guatemala a sangre y fuego por las fuerzas del general conservador Rafael Carrera en 1840.
El 6 de agosto de 1942, el poblado fue sacudido un fuerte sismo que causó extensos daños en el altiplano central y occidental de Guatemala. Treinta y ocho personas murieron en el terremoto.
De acuerdo a una leyenda muy enraizada entre los católicos guatemaltecos, especialmente los de la Ciudad de Guatemala, a principios del siglo xvi en la playa de Santo Domingo Suchitepéquez apareció flotando una caja con la imagen del «Cristo del Amor», la cual fue llevada al templo de Santo Domingo en Santiago de los Caballeros de Guatemala.

## Toponimia
Muchos de los nombres de los municipios y poblados de Guatemala constan de dos partes: el nombre del santo católico que se venera el día en que fueron fundados y una descripción con raíz náhuatl; esto se debe a que las tropas que invadieron la región en la década de 1520 al mando de Pedro de Alvarado estaban compuestas por soldados españoles y por indígenas tlaxcaltecas y cholultecas.  Santo Domingo Suchitepéquez fue nombrado en honor a Santo Domingo de Guzmán; por su parte, el topónimo «Suchitepéquez» se deriva de la voz náhuatl «Xōchitepēke», formada a su vez por «Xōchi-» (español: «flor», «tepē-» «(español: cerro, montaña)» y «-k»(español: «en»), lo que podría traducirse como «En el Cerro Florido» o «En el Cerro de las Flores».[cita requerida]

## División política
| Categoría    | Nombre                      | Distancia (km) | Nombre                        | Distancia (km) | Nombre           | Distancia (km) |
| ------------ | --------------------------- | -------------- | ----------------------------- | -------------- | ---------------- | -------------- |
| Casco Urbano | Santo Domingo Suchitepéquez | 0              | Cancín                        | 0              | Santa Lucía      | 0              |
| Casco Urbano | San Juan El Cerrito         | 4.1            | Las Varitas                   | 5.9            | Las Cruces       | 16             |
| Casco Urbano | Xiquiná                     | 5.9            | Taracena                      | 6.5            | El Copado        | 8.2            |
| Casco Urbano | Panorama                    | 8.2            | Belén                         | 9.2            | Monterrey        | 11             |
| Fincas       | La Argentina                | 2.9            | San Gregorio                  | 2.9            | Nogales          | 2.9            |
| Fincas       | El Palmar                   | 4.1            | Orizaba                       | 5.9            | San Antonio Nimá | 5.9            |
| Fincas       | Labor Santa María           | 6.4            | La Soledad                    | 6.4            | Pachonté         | 9              |
| Fincas       | La Nueva Reforma            | 9              | Labor San Antonio Buena Vista | 10.4           | Las Ánimas       | 10.5           |
| Fincas       | Santa Adela                 | 10.5           | San Rafael Patut              | 10.5           | Los Laureles     | 11.4           |
| Fincas       | Las Delicias                | 11.7           | San José Quixquil             | 11.8           | Santa Rosa       | 11.8           |
| Haciendas    | El Porvenir y Anexos        | 16.8           | Los Patos                     | 6              | El Horizonte     | 2.9            |
| Haciendas    | La Candelaria               | 2.9            | La Selva                      | 5              | Morelia          | 4.1            |
| Haciendas    | Las Ánimas Aguirre          | 5.7            | El Paraíso                    | 6.5            | Nueva Linda      | 9.2            |
| Haciendas    | Palo Blanco                 | 10.5           | Santa Martina                 | 11.7           | Nueva Linda      | 9.2            |

## Geografía física

### Hidrografía
Los ríos más importantes son el Quilá, Nimá, Sís, e Icán.[cita requerida]

### Ubicación geográfica
Santo Domingo se encuentra en el departamento de Suchitepéquez y sus colindancias son:
- Norte: San Bernardino, municipio del departamento de Suchitepéquez
- Sur: Océano Pacífico
- Oeste: Mazatenango, San Lorenzo y San Gabriel, municipios del departamento de Suchitepéquez[10]
- Este y sureste: San José El Ídolo

|                                            | Norte: San Bernardino |                            |
| Oeste: San Gabriel Mazatenango San Lorenzo |                       | Este: San José El Ídolo    |
|                                            | Sur: Océano Pacífico  | Sureste: San José El Ídolo |

## Gobierno municipal
Los municipios se encuentran regulados en diversas leyes de la República, que establecen su forma de organización, lo relativo a la conformación de sus órganos administrativos y los tributos destinados para los mismos.  Aunque se trata de entidades autónomas, se encuentran sujetos a la legislación nacional y las principales leyes que los rigen desde 1985 son:
| N.º | Ley                                                | Descripción |
| --- | -------------------------------------------------- | --- |
| 1   | Constitución Política de la República de Guatemala | Tiene una regulación legal específica para los municipios en los artículos 253 al 262. |
| 2   | Ley Electoral y de Partidos Políticos              | Ley de carácter constitucional aplicable a los municipios en el tema de la conformación de sus autoridades electas. |
| 3   | Código Municipal                                   | Decreto 12-2002 del Congreso de la República de Guatemala. Tiene la categoría de ley ordinaria y contiene preceptos generales aplicables a todos los municipios, e inclusive contiene legislación referente a la creación de los municipios.             |
| 4   | Ley de Servicio Municipal                          | Decreto 1-87 del Congreso de la República de Guatemala. Regula las relaciones entra la municipalidad y los servidores públicos en materia laboral. Tiene su base constitucional en el artículo 262 de la constitución que ordena la emisión de la misma. |
| 5   | Ley General de Descentralización                   | Decreto 14-2002 del Congreso de la República de Guatemala. Regula el deber constitucional del Estado, y por ende del municipio, de promover y aplicar la descentralización y desconcentración económica y administrativa.                                |

El gobierno de los municipios está a cargo de un Concejo Municipal mientras que el código municipal —ley ordinaria que contiene disposiciones que se aplican a todos los municipios— establece que «el concejo municipal es el órgano colegiado superior de deliberación y de decisión de los asuntos municipales […] y tiene su sede en la circunscripción de la cabecera municipal»; el artículo 33 del mencionado código establece que «[le] corresponde con exclusividad al concejo municipal el ejercicio del gobierno del municipio».
El concejo municipal se integra con el alcalde, los síndicos y concejales, electos directamente por sufragio universal y secreto para un período de cuatro años, pudiendo ser reelectos.
Existen también las Alcaldías Auxiliares, los Comités Comunitarios de Desarrollo (COCODE), el Comité Municipal del Desarrollo (COMUDE), las asociaciones culturales y las comisiones de trabajo. Los alcaldes auxiliares son elegidos por las comunidades de acuerdo a sus principios y tradiciones, y se reúnen con el alcalde municipal el primer domingo de cada mes, mientras que los Comités Comunitarios de Desarrollo y el Comité Municipal de Desarrollo organizan y facilitan la participación de las comunidades priorizando necesidades y problemas.

## Historia

### Época colonial: leyenda del Cristo del Amor
En 1929, el periodista Víctor Miguel Díaz, exdirector del Diario de Centro América, publicó su obra La romántica ciudad colonial, guía para visitar los monumentos históricos de la Antigua Guatemala, el cual era un ensayo de ciento treinta páginas que relataba los acontecimientos que ocurrieron desde la fundación de Ciudad Vieja en 1527 hasta los Terremotos de Santa Marta en 1773. El ensayo es una breve exposición de la historia de la Antigua Guatemala y era muy útil para los turistas que visitaban la ciudad. En la obra, Díaz indica que a principios del siglo xvi en la playa de Santo Domingo Suchitepéquez apareció flotando una caja con la imagen de un Cristo, a quien le dieron el nombre de «Cristo del Amor», la cual fue llevada al templo de Santo Domingo en Antigua Guatemala. De acuerdo a Díaz, la imagen del sepultado habría pertenecido a Catalina de Aragón, esposa del rey inglés Enrique VIII.

### Tras la independencia de Centroamérica
La constitución del Estado de Guatemala promulgada el 11 de octubre de 1825 —y no el 11 de abril de 1836, como numerosos historiadores han reportado incorrectamente — creó los distritos y sus circuitos correspondientes para la administración de justicia según el Código de Lívingston traducido al español por José Francisco Barrundia y Cepeda; menciona que Santo Domingo era parte del Circuito de Mazatenango en el Distrito N.º11 (Suchitepéquez), junto con el propio Mazatenango, Samayaque, San Gabriel, Santo Domingo, Retalhuleu, San Antonio Suchitepéquez, San Bernardino, Sapotitlán y Santo Tomás.

### El efímero Estado de Los Altos
A partir del 3 de abril de 1838, Santo Domingo fue parte de la región que formó el efímero Estado de Los Altos, el cual fue autorizado por el Congreso de la República Federal de Centro América el 25 de diciembre de ese año forzando a que el Estado de Guatemala se reorganizara en siete departamentos y dos distritos independientes el 12 de septiembre de 1839.
La región occidental de la actual Guatemala había mostrado intenciones de obtener mayor autonomía con respecto a las autoridades de la ciudad de Guatemala desde la época colonial, pues los criollos de la localidad consideraban que los criollos capitalinos que tenían el monopolio comercial con España no les daban un trato justo.  Pero este intento de secesión fue aplastado por el general Rafael Carrera, quien reintegró al Estado de Los Altos al Estado de Guatemala en 1840.

### Terremoto de 1942
El 6 de agosto de 1942, el poblado fue sacudido un fuerte sismo que se produjo a las 17:37 hora local (23:37 UTC) y tuvo una magnitud de 7.7 en la escala de magnitud de momento (Mw) y 7.9 en la escala de Magnitud de onda superficial (Ms). El epicentro se encontró a lo largo de la costa sur de Guatemala,.
El terremoto causó extensos daños en el altiplano central y occidental de Guatemala. Treinta y ocho personas murieron en el terremoto. Los deslizamientos de tierra, causados por la combinación del terremoto y las fuertes lluvias estacionales, destruyeron carreteras, incluso la Carretera Interamericana, y líneas telegráficas.

## Economía
Entre los cultivos que produce se encuentra el maíz, caña de azúcar, cacao, arroz, banano, plátano y frutas tropicales.

## Cultura

### Folklore
Entre las danzas folklóricas que se presentan en este municipio se puede mencionar la danza de ""Los Enmascarados"".
Las danzas tradicionales son ejecuciones danzarias que implican una organización estructurada, sobre la base de la herencia cultural recibida familiar y comunitariamente. Dicha estructura es compleja, pues se constituye con la presencia de los ancianos principales, intermediarios espirituales, músicos, maestros de la danza y coreografía propia, además de trajes y máscaras. Así como un mayor número de ejecutantes, textos originales para ser recitados, tiempo, lugares específicos y sagrado. Cabe resaltar que actualmente existen varios convites (grupo de danzantes con trajes) en honor a sus patronos (como el convite 15 de enero) tanto para el patrono santo domingo de guzman como de Jesús de la caída en este pueblo.
El Baile de la Conquista, al igual que la danza de toritos, fueron originalmente creados por los frailes dominicos para evangelizar a los indígenas conquistados en el siglo xvi pero forman ya para de la tradición popular del municipio. Este baile, como su nombre lo sugiere, rememora los incidentes propios de la invasión española que encabezó Pedro de Alvarado en la década de 1520 y en la que tomó parte la figura legendaria de Tecún Umán. En esta Danza toma singular importancia la presencia del personaje llamado «ajitz» que actúa como brujo consejero de los indígenas y que como «protección» utiliza máscara y traje rojos, acompañándose así mismo de un muñeco rojo que simboliza su «nahual».
Las danzas tradicionales son ejecuciones danzarias que implican una organización estructurada, sobre la base de la herencia cultural recibida familiar y comunitariamente; esta estructura es compleja, pues se constituye con la presencia de los ancianos principales, intermediarios espirituales, músicos, maestros de la danza y coreografía propia, además de trajes, máscaras, y un mayor número de ejecutantes, textos originales para ser recitados, tiempo, lugares específicos y sagrados. 
El Baile de Moros, por ejemplo, es un episodio de la guerra de reconquista de España, en la cual al Rey Fernando de Aragón le es robada por los moros una corona destinada a la Virgen María que los moros deseaban para su princesa. La corona es rescatada por los cristianos quienes finalmente vencen y cristianizan a los moros. Contenido Estructural: Parlamentos, desplazamientos bailables entre recitados, secuencias militares de espadeo, embajadas, desafíos, momentos de mímica libre.
El 4 de agosto se realiza el baile en la feria.

### Artesanías y artes

#### Cueros y pieles
Utilizan como materia prima las pieles curtidas. Al arte de trabajar los cueros se le llama talabartería y al que la trabaja, talabartero. Existe diversidad de trabajos y especialidades. En este campo las artesanías que se fabrican son aperos para vaquería, sillas de montar fundas para machetes y armas de fuego, respaldos para automóviles bolsas para señora y argandas para llevar carga, monederos, carteras, billeteras y maletines. Existe gran diversidad de trabajos y especialidades clasificadas de acuerdo a los objetos producidos o a la técnica empleada para trabajar los cueros. Podemos mencionar también la marroquinería o estuchería, la cual consiste en confeccionar diversos artículos de pequeño tamaño tales como monederos, cigarreras estuches. Etc.

#### Tejidos típicos
Los llamados «trajes típicos» de Guatemala son prendas características que utilizan los pobladores de determinadas regiones o poblados; estos fueron impuestos a los indígenas conquistados por los encomenderos, curas reductores y frailes doctrineros luego de la Conquista en el siglo xvi; la finalidad de estos atuendos era identificar fácilmente a qué región pertenecían los indígenas y evitar migraciones descontroladas.  Tras la Independencia de Centroamérica los trajes se mantuvieron entre los indígenas por costumbre, pues las prendas eran heredades de generación a generación.
Como resultado de las múltiples encomiendas y doctrinas durante la época colonial, Guatemala es un país muy rico en tejidos típicos, con una gran cantidad de trajes usados por los indígenas en las diferentes zonas del país. Ahora bien, aunque algunos de estos trajes han desaparecido, la mayoría de ellos aún subsisten, especialmente los usados por las mujeres.

#### Cestería
Artesanía en palma
Elaboración de escobas. Las escobas son elaboradas a base de paja de trigo y pajoncillo. 
La palma es el nombre común con que se designa a varias plantas de la familia de las palmeras, cuyas hojas y cogollos son usados en la fabricación de diversos artículos artesanales.

### Eventos culturales
Los días de mercado son todos los días. En este día se pueden encontrar verduras frescas, frutas, granos básicos, ropa, productos de origen mexicano (ponchos, conservas, jabones, vajillas de peltre, pastas dentales, etc.) y también animalitos como gallinas, cerdos, perros, conejos, etc. Otra característica de los mercados tradicionales son las ventas de los productos agrícolas, artesanales e industriales de cada región.
Entre las tradiciones de Semana Santa se incluye la fiesta titular del segundo viernes de cuaresma el cual atrae a cientos de turistas en honor a Jesús nazareno de la caída, se incluye las procesiones que recorren las calles, el baile del Judas que siempre se celebra el miércoles santo, y la pelea de los judíos celebrada el viernes santo por la tarde. La fiesta en honor a Santo Domingo de Guzmán se celebra el 3 al 6 de agosto, siendo el día principal el 4. 
También se realizan otros eventos culturales y deportivos.